# Samia Hassan Suluhu
Samia Suluhu Hassan (născută la 27 ianuarie 1960) este o politiciană și economistă tanzaniană, originară din Zanzibar, președinta Tanzaniei începând din 19 martie 2021. Ea este prima femeie din țara ei care ocupă această înaltă funcție. De asemenea, după Ali Hassan Mwinyi, este a doua persoană din Zanzibar devenită șef al statului. Între 2015-2021 ea a îndeplinit funcția de vicepreședinta a Tanzaniei, secondând pe președintele John Magufuli.În urma  decesului subit al acestuia, ea i-a succedat ca șef al statului. Ea este in prezent singura femeie lider național  dintr-un stat african (președinta Etiopiei având mai mult un rol simbolic) 
În popor i se spune Mama Samia. Ea este secondată de vicepreședintele Philip Mpango.

## Biografie
Suluhu s-a născut în 1960 la Makunduchi, în Sultanatul Zanzibar, în familia unui profesor si a soției sale.  Când a avut vârsta de patru ani Zanzibarul s-a unit cu Tanganyika pentru a forma Tanzania. Ea a învățat în școlile primare Chwaka (1966-1968) și Mahonda din Unguja, apoi școala Ziwani din Pemba (1970-1971), iar în 1976-1977 scoala medie Patrice Lumumba din Unguja.  A lucrat o vreme ca funcționară. La scurt timp după aceea, ea s-a măritat cu Hafidh Ameir. 
În 1986 Samia Suluhu a urmat cursuri in India  (Hyderabad) și Pakistan (Lahore) , de asemenea terminat studii la Institutul de Administrația Dezvoltării  (actuala Universitate Mzumbe din Morongoro) cu o diplomă avansată în administrație publică. Între 1992-1994 ea a studiat la Universitatea Manchester, obținând o diplomă postgraduate în economie. În 2015 ea a terminat titlul de master în dezvoltare economică comunitară în cadrul unui program integrat al Universității Deschise din Tanzania și al Universității Southern New Hampshire.
Între 2000-2010 Suluhu a fost în Zanzibar ministru al muncii, al condiției femeilor și copiilor în timpul administrației lui Amani Abeid Karume. În aceasta calitate, a suspendat interzicerea reîntoarcerii fetelor la scoală după ce au născut. Mai târziu, ca președintă, va adopta aceasta măsură și la nivelul țării. Între 2010-2015 ea a fost deputată in parlament din partea districtului Makunduchi, precum si ministru de stat la Oficiul Vicepreședintelui pentru Problemele Uniunii (între Zanzibar și continent) în timpul președinției lui Jakaya Mrisho Kikwete.
În 2014 ea a fost aleasă ca vicepreședintă a Adunării Constituante  care s-a întrunit pentru redactarea unei noi constituții. În urma alegerilor din 2015 odată cu alegerea lui Magufuli, Suluhu a devenit prima femeie vicepreședinte a Tanzaniei, tot din partea Partidului Revoluției -  Chama cha Mapinduzi. Amândoi au fost realeși pentru o a doua cadență în 2020.
In general a făcut contrast cu președintele Magufuli, dând impresia de persoană calmă, cumpătată și morală. În 2017 l-a vizitat pe liderul opoziționist Tundu Lissu, aflat în spital la Nairobi  după o încercare de asasinat împotriva sa.
Ca președinte, Samia Suluhu Hassan a introdus reforme democratice, schimbând cursul represiv al predecesorului ei. În ianuarie 2023 a suspendat interzicerea manifestațiilor publice. De asemenea, spre deosebire de Magufuli, care a negat însemnătatea epidemiei Covid-19, ea a luat măsuri pentru a încerca limitarea răspândirii acesteia. Suluhu s-a orientat spre extinderea infrastructurii și globalizarea economiei, stimulând investițiile străine și încurajând turismul

### Viața privată
Samia Suluhu este musulmană, căsătorită cu agronomul Hafidh Ameir și are patru copii: trei fii și o fiică, Mwanu Hafidh Ameir, care este membră în parlament.